# Alex Rocco
Alessandro Federico Petricone, Jr. (29 de febrero de 1936 – 18 de julio de 2015), nombre real de Alex Rocco, fue un actor estadounidense. A menudo interpretó roles de villano; alcanzó cierta notoriedad por su personaje de Moe Greene en El Padrino.  Realizó una cantidad importante de trabajos como doble de voz durante su carrera, y era conocido por el tono grave de su voz.

## Comienzos
El nombre de nacimiento de Rocco era Alessandro Federico Petricone, Jr. Nació en Cambridge, Massachusetts, en 1936, pero creció en la cercana Somerville. Sus padres eran dos inmigrantes italianos, Mary (née DiBiase, 1909–1978) y Alessandro Sam Petricone (1896–19??).
Según Vincent Teresa, un mafioso de alto rango del crimen organizado, Alex solía ir en compañía de la pandilla de Winter Hill del área de Boston. Un avance indeseado para con la novia de Petricone en aquel entonces, durante el Día del Trabajo de 1961, desencadenó la Guerra de Pandillas Irlandesas de Boston de la década de los sesenta. Georgie McLaughlin, que intentó seducir a la novia de Alex, fue golpeado por los miembros de la pandilla de Winter Hill. Howie Carr, un periodista de Boston y personalidad radiofónica que ha escrito extensamente sobre los bajos fondos de Boston, escribió que el joven Petricone (cuyo apodo era "Bobo") fue arrestado en Charlestown en noviembre de 1961 junto con Buddy McLean, el jefe de la pandilla de Winter Hill, para ser interrogado acerca de la muerte de Bernie McLaughlin de la pandilla McLaughlin, el que sería el primer asesinato de la guerra. Petricone fue liberado sin que se presentaran cargos, y al poco tiempo dejó el área de Boston. (Cuando regresó a Boston en 1972 para interpretar a un ladrón de bancos en la película The Friends of Eddie Coyle, Petricone —ahora "Alex Rocco"— organizó una reunión entre Robert Mitchum y los gánsters locales irlandeses-norteamericanos para ayudar a Mitchum a preparar su personaje de Eddie Coyle, un delincuente irlandés-norteamericano del bajo mundo. Rocco presentó Mitchum a Howie Winter, líder de la pandilla de Winter Hill. Otro miembro de la pandilla de Winter Hill que conoció a Mitchum fue Johnny Martorano, quien había asesinado a Billy O'Brien, un gánster del bajo mundo.)
Después de su arresto, Petricone se mudó a California en 1962 y empezó a utilizar el nombre de Alex Rocco. Primero trabajó como barman en Santa Mónica, California, y tomó clases de actuación con Leonard Nimoy, un amigo de Boston. Nimoy le dijo a Rocco que debía mejorar el acento de Boston que tenía y le indicó que tomara lecciones de fonética. Rocco siguió las recomendaciones de Nimoy, y, tras mejorar su dicción, volvió a estudiar con Nimoy y con el actor de carácter y profesor Jeff Corey.

## Carrera
Rocco interpretó a Moe Greene, el dueño de un casino de Las Vegas, en la película El Padrino. El personaje de Greene era el jefe gánster judío de Las Vegas; aunque buscaba un personaje italiano, al ver a Rocco el director Francis Ford Coppola exclamó «¡Ya tengo a  mi judío!». Otras películas notables en las que actuó fueron  The Wedding Planner, como Salvatore, y Smokin' Aces. En la película That Thing You Do!, Rocco hizo el personaje de Sol Siler, el fundador de Playtone Records. 
En el otoño de 1975, Rocco interpretó a Pete Karras, un padre viudo, escritor y fotógrafo, en la serie de 12 semanas de la CBS Three for the Road, con Vincent Van Patten como su hijo mayor, John Karras, y Leif Garrett como su hijo menor, Endy Karras. Después de la muerte de su esposa y madre, los Karras venden su casa, compran una furgoneta, y deambulan por Estados Unidos.
Hizo el personaje de Charlie Polniaczek, el padre de Jo, en The Facts of Life. De 1989 a 1990, Rocco fue un personaje frecuente de la serie de comedia The Famous Teddy Z como Al Floss, un agente de talentos en Hollywood. Por dicho papel en 1990 recibe un premio Emmy como Mejor actor de reparto en una serie de comedia. En 1997, aparece, junto con Rodney Dangerfield, en el episodio anual del Día de Acción de Gracias de la serie Home Improvement.
Rocco también tuvo un papel recurrente en la serie animada de larga duración Los Simpson como el director de los estudios Itchy y Scratchy, Roger Meyers, Jr. En los comentarios del DVD de la serie, Rocco expresó agradecimiento al personal de Los Simpson por convocarlo para hacer el doblaje de voz. Además, prestó su voz para otra serie animada, Family Guy. En 1998, Rocco puso su voz en la película de Disney/Pixar A Bug's Life, considerando «el mayor premio en vida» que le pagaran un millón de dólares por grabar ocho líneas de diálogo.
En 2008, protagonizó un anuncio del Audi R8 para el Super Bowl. El anuncio estaba inspirado en El Padrino. En dicho anuncio interpreta a un hombre rico que encuentra el frente de su coche de lujo en su cama, una referencia a la escena de la película original en la que Jack Woltz, un rico productor de películas, se encuentra en la cama la cabeza de su caballo de carreras favorito. Luego, apareció en la serie de drama de la cadena Starz Magic City.

## Vida personal
Después de mudarse a Los Ángeles, Rocco se convierte en miembro del bahaísmo, y a lo largo de los años apareció en varias producciones relacionadas con la religión. También dio las gracias a Bahá'u'lláh en su discurso de aceptación del Premio Emmy.
Su primer matrimonio fue con Grace Petricone, con quien tuvo una hija, Maryann. Después de mudarse a California, se casó con Sandra Elaine Rocco (1 de septiembre de 1942 – 12 de junio de 2002), en marzo de 1964. Adoptó a su hijo, Marc King, quien fue más conocido como Marc Rocco (19 de junio de 1962 – 1 de mayo de 2009), desempeñándose como productor de cine, guionista y director. La pareja tuvo dos niños, Jennifer y Lucien. 
Sandra Rocco murió de cáncer a la edad de 59 años. Rocco se casó nuevamente, con Shannon Wilcox, en octubre del 2005.
Alex Rocco murió de cáncer de páncreas el 18 de julio de 2015 en Studio City, Los Ángeles, a la edad de 79 años.

## Filmografía
| Año  | Título                           | Personaje                               | Observaciones                                                 |
| ---- | -------------------------------- | --------------------------------------- | ------------------------------------------------------------- |
| 1965 | Motorpsycho!                     | Cory Maddox                             | Títulos alternativos: Motor Mods and Rockers y Rio Vengeance  |
| 1967 | The St. Valentine's Day Massacre | Diamond                                 |                                                               |
| 1968 | The Boston Strangler             | Detective en apartamento de víctima #10 | No acreditado                                                 |
| 1970 | Blood Mania                      | Abogado                                 |                                                               |
| 1971 | Wild Riders                      | Stick                                   |                                                               |
| 1971 | Brute Corps                      | Wicks                                   |                                                               |
| 1972 | The Godfather                    | Moe Greene                              |                                                               |
| 1972 | Stanley                          | Thomkins                                |                                                               |
| 1973 | The Outside Man                  | Miller                                  |                                                               |
| 1973 | Bonnie's Kids                    | Eddy                                    |                                                               |
| 1973 | Slither                          | Hombre con helado                       |                                                               |
| 1973 | The Friends of Eddie Coyle       | Jimmy Scalise                           |                                                               |
| 1973 | Detroit 9000                     | Danny Bassett                           |                                                               |
| 1974 | Three the Hard Way               | Teniente Di Nisco                       |                                                               |
| 1974 | Freebie and the Bean             | Fiscal de distrito                      |                                                               |
| 1975 | A Woman for All Men              | Teniente Biase                          |                                                               |
| 1975 | Rafferty and the Gold Dust Twins | Vinnie                                  |                                                               |
| 1975 | Hearts of the West               | Earl                                    |                                                               |
| 1977 | Fire Sale                        | Al                                      |                                                               |
| 1978 | Rabbit Test                      | Sargento Danny Bonhoff                  |                                                               |
| 1979 | Voices                           | Frank Rothman                           |                                                               |
| 1980 | Herbie Goes Bananas              | Quinn                                   |                                                               |
| 1980 | The Stunt Man                    | Jefe policial Jake                      |                                                               |
| 1981 | The Entity                       | Jerry Anderson                          |                                                               |
| 1984 | Cannonball Run II                | Tony                                    |                                                               |
| 1985 | Stick                            | Firestone                               |                                                               |
| 1985 | Gotcha!                          | Al                                      |                                                               |
| 1985 | Badge of the Assassin            | Detective Bill Butler, NYPD             |                                                               |
| 1987 | Return to Horror High            | Harry Sleerik                           |                                                               |
| 1987 | P.K. and the Kid                 | Les                                     |                                                               |
| 1987 | Scenes from the Goldmine         |                                         |                                                               |
| 1988 | Lady in White                    | Angelo "Al" Scarlatti                   | Título alternativo: El misterio de la señora de blanco        |
| 1989 | Dream a Little Dream             | Gus Keller                              |                                                               |
| 1989 | Wired                            | Arnie Fromson                           |                                                               |
| 1991 | The Pope Must Die                | Cardenal Rocco                          |                                                               |
| 1992 | Boris and Natasha                | Sheldon Kaufman                         |                                                               |
| 1995 | Get Shorty                       | Jimmy Capp, jefe de Ray Bones           | No acreditado                                                 |
| 1996 | That Thing You Do!               | Sol Siler                               |                                                               |
| 1997 | Just Write                       | Señor McMurphy                          |                                                               |
| 1998 | A Bug's Life                     | Thorny                                  | Voz                                                           |
| 1998 | Goodbye Lover                    | Detective Crowley                       |                                                               |
| 1999 | Dudley Do-Right                  | Jefe                                    |                                                               |
| 2000 | The Last Producer                | Jugador de póquer                       | Título alternativo: El golpe final                            |
| 2001 | The Wedding Planner              | Salvatore Fiore                         |                                                               |
| 2002 | The Country Bears                |                                         |                                                               |
| 2003 | The Job                          | Vernon Cray                             |                                                               |
| 2006 | Find Me Guilty                   | Nick Calabrese                          |                                                               |
| 2007 | Smokin' Aces                     | Serna                                   |                                                               |
| 2011 | Batman: Year One                 | Carmine Falcone                         | Voz                                                           |
| 2014 | Scammerhead                      | Ben Sarnus                              |                                                               |
| 2017 | Don't Sleep                      | Mr.Marino                               | Película rodada en 2015. Aparición póstuma en el lanzamiento. |

| Año        | Título                                            | Papel                          | Notas                                                                    |
| ---------- | ------------------------------------------------- | ------------------------------ | ------------------------------------------------------------------------ |
| 1967       | Get Smart                                         | Gaucho                         | Episodio: "Supersonic Boom"                                              |
| 1967       | Batman                                            | Block                          | Episodios: "A Piece of the Action" y "Batman's Satisfaction"             |
| 1970       | That Girl                                         | Biff                           | 1 episodio                                                               |
| 1972       | The F.B.I.                                        | Mate Wilnor                    | 1 episodio                                                               |
| 1972       | Cannon                                            | Asesino a sueldo               | 2ª temporada, episodio 11: "Hear No Evil"                                |
| 1973       | Cannon                                            | Walter Koether                 | 3ª temporada, episodio 5: "Target in the Mirror"                         |
| 1973       | Circle of Fear                                    | Joseph Moretti                 | 1 episodio                                                               |
| 1974       | The Rookies                                       | Earl Fisher                    | 1 episodio                                                               |
| 1975       | Cannon                                            | Paul                           | 4ª temporada, episodio 24: "Search and Destroy"                          |
| 1975       | Three for the Road                                | Pete Karras                    | 14 episodios                                                             |
| 1977       | Barnaby Jones                                     | Harry Stroop                   | 1 episodio                                                               |
| 1977       | Starsky & Hutch                                   | Thomas Callendar               | 2 episodios                                                              |
| 1977       | The Mary Tyler Moore Show                         | Ben Sylver                     | 1 episodio: "Lou's Army Reunion" en YouTube.                             |
| 1978       | The Grass Is Always Greener Over the Septic Tank, | Ralph Corliss                  | Telefilm con Carol Burnett                                               |
| 1981–1988  | The Facts of Life                                 | Charlie Polniaczek             | Padre de Jo                                                              |
| 1980       | CHiPs                                             | Ansgar                         | Episodio: "The Great 5K Star Race and Boulder Wrap Party", 1ª y 2ª parte |
| 1984       | St. Elsewhere                                     | Roger                          | Episodio: "Breathless"                                                   |
| 1985       | The Golden Girls                                  | Glen O'Brien                   | Episodio: "That Was No Lady"                                             |
| 1985       | The A-Team                                        | Sonny Monroe                   | Episodio: "Champ!"                                                       |
| 1987       | Rags to Riches                                    | Michael Rapp                   | 1 episodio                                                               |
| 1989       | Murphy Brown                                      | Al Floss                       | 1 episodio                                                               |
| 1989–1990  | The Famous Teddy Z                                | Al Floss                       | Premio Emmy al mejor actor de reparto en una serie de comedia            |
| 1990       | The Simpsons                                      | Roger Meyers, Jr.              | Episodio: "Itchy & Scratchy & Marge"                                     |
| 1991–1992  | Sibs                                              | Howie Ruscio                   | 23 episodios                                                             |
| 1994       | The George Carlin Show                            | Harry Rossetti                 | 11 episodios                                                             |
| 1995       | You Can't Hurry Love                              | Michael O'Donnell              | Episodio: "Daddy's Girl"                                                 |
| 1996       | Pinky and the Brain                               | Floyd Nesbit                   | Episodio: "Fly"                                                          |
| 1996       | Mad About You                                     | Mark Slotkin                   | Episodio: "Outbreak"                                                     |
| 1996       | The Simpsons                                      | Roger Meyers, Jr.              | Episodio: "The Day the Violence Died"                                    |
| 1997       | Early Edition                                     | Barney Kadison                 | Episodio: "Casa"                                                         |
| 1997       | Home Improvement                                  | Irv Schmayman                  | 1 episodio                                                               |
| 1997       | The Simpsons                                      | Roger Meyers, Jr.              | Episodio: "The Itchy & Scratchy & Poochie Show"                          |
| 1998       | Michael Hayes                                     |                                | 1 episodio                                                               |
| 1999       | Family Law                                        | Goodman                        | 1 episodio                                                               |
| 1999       | Family Guy                                        | Mamá del partido de fútbol     | Episodio: "Mind over Murder"                                             |
| 2000       | Walker, Texas Ranger                              | Johnny "Giovanni Rossini" Rose | Episodios: "Wedding Bells", 1ª y 2ª parte                                |
| 2001       | Family Guy                                        | Bea Arthur                     | Episodio: "Ready, Willing and Disabled"                                  |
| 2001–20004 | The Division,                                     | John Exstead Sr.               | 14 episodios                                                             |
| 2005       | ER                                                | Martin Trudeau                 | Episodio: "Two Ships"                                                    |
| 2007       | The Wedding Bells                                 | Larry Herschfield              | Episodio: "The Fantasy"                                                  |
| 2010       | Party Down                                        | Howard Greengold               | Episodio: "Constance Carmell Wedding"                                    |
| 2012       | Magic City                                        | Arthur Evans                   | 8 episodios                                                              |
| 2012       | Private Practice                                  | Ed                             | 6ª temporada, episodio 1: "Aftershocks"                                  |
| 2014       | Episodes                                          | Dick Leblanc                   | 3ª temporada, episodio 8 y 4ª temporada, episodio 6                      |
| 2015       | Maron                                             | David Rosen                    | 3ª temporada, episodio 1: "Stroke of Luck"                               |